# Giấy washi

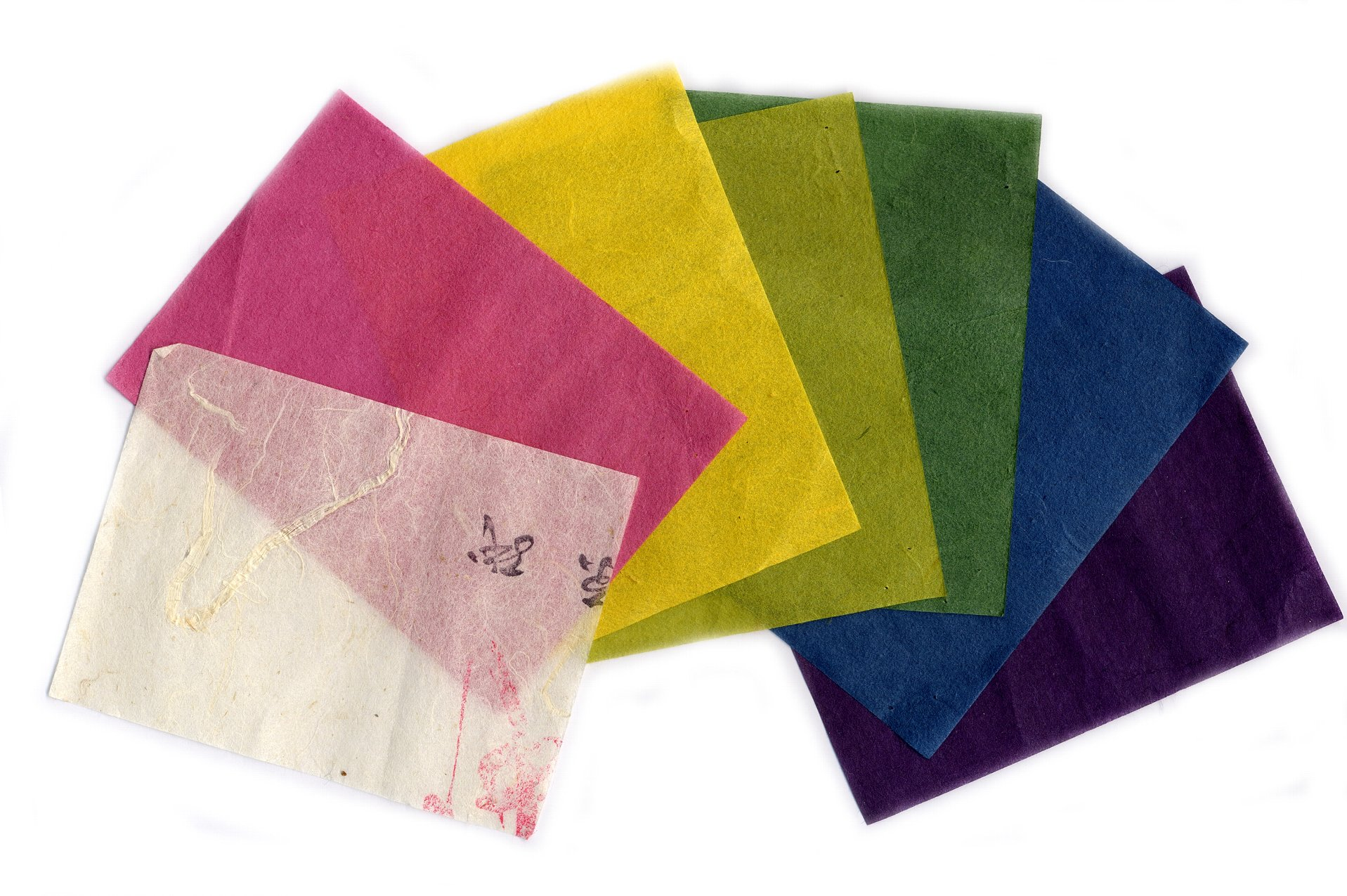
Sugiharagami (杉原紙), một dạng của giấy Washi

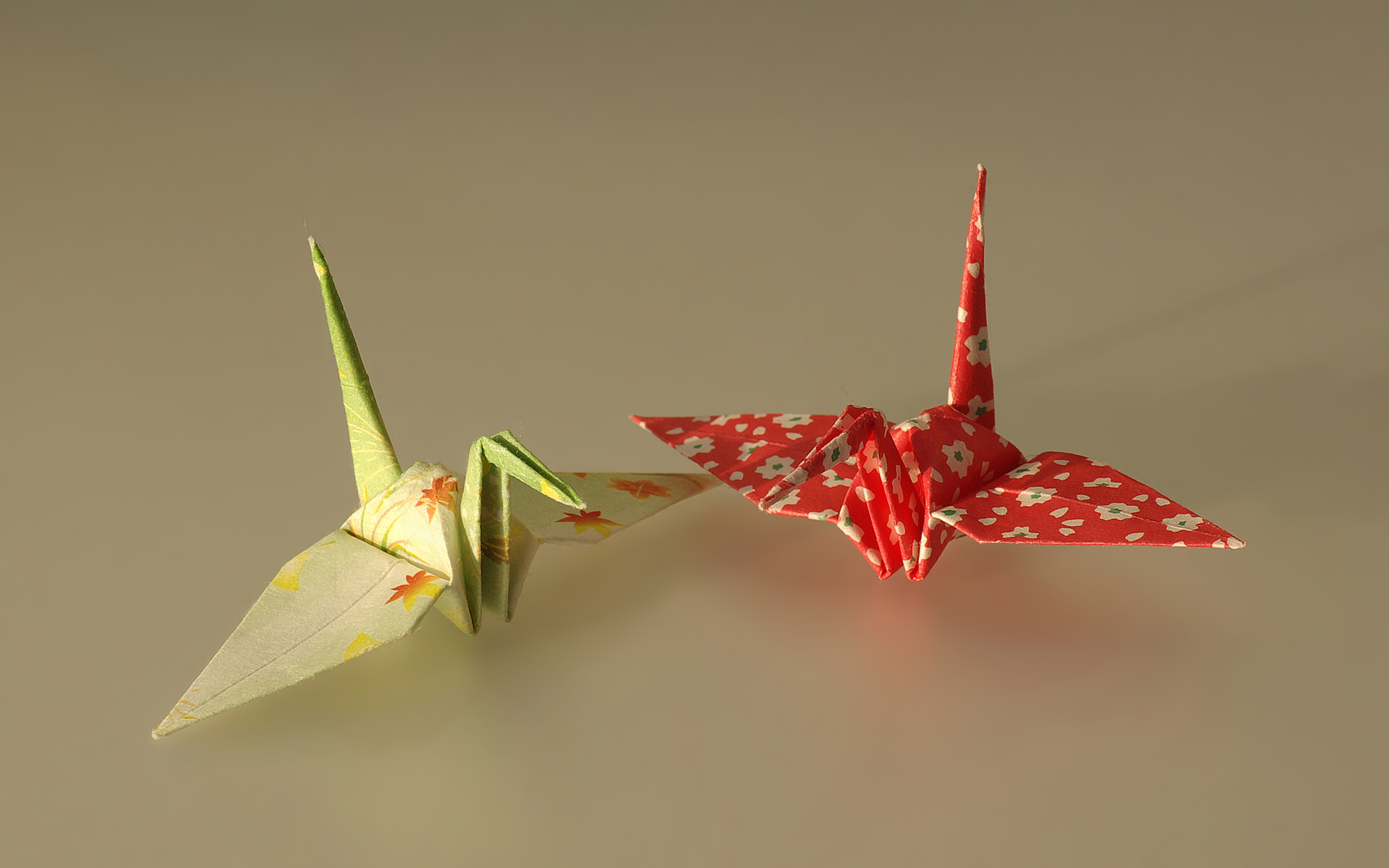
Hạc làm từ giấy Washi.

Giấy Washi hay Wagami (和紙 (Hòa Thị)) là một loại giấy được sản xuất rất đặc trưng của Nhật Bản. Washi thường được chế từ vỏ của cây gampi, hay dướng, nhưng cũng có thể được làm từ tre, cây gai dầu, gạo, và lúa mì. Washi là thuật ngữ thường dùng để miêu tả các loại giấy được làm theo phương pháp thủ công.

## Sự ra đời của giấy washi
Mặc dù giấy được phát minh ở đất nước Trung Quốc từ đầu thế kỷ thứ nhất, nhưng mãi tới năm 610 công nguyên thì giấy mới du nhập vào Nhật Bản. Tuy nhiên đến năm 800, kỹ thuật làm giấy Nhật Bản phát triển không sao sánh kịp.
Về tên gọi Washi, tên gọi này được hình thành từ chữ "wa" có nghĩa là Nhật Bản, và "shi" có nghĩa là giấy.

## Nguyên liệu để tạo ra giấy washi
Giấy washi được hình thành từ nguyên liệu là vỏ của một trong của ba loại cây bản địa:
- Kozo (giấy từ cây dâu tằm):được tương truyền là loại nguyên liệu tượng trưng cho phái mạnh, người bảo vệ, dày dặn và mạnh mẽ. Những thớ gỗ là phần được sử dụng nhiều nhất, là phần cứng cáp nhất. Được trồng thành từng vụ và tái trồng trọt hàng năm, vì thế không bao giờ hết dâu tằm để làm giấy trong quá trình sản xuất.
- Mitsumata: được coi là tượng trưng cho phái yếu, thanh nhã, tinh tế, mềm mại và nhũn nhặn. Để trồng được mitsumata cần nhiều thời gian hơn vì thế loại giấy này cũng đắt tiền hơn. Loại cây này cũng được trồng thành mùa vụ.
- Gampi: là loại cây ra đời sớm nhất và đẹp nhất, dành riêng cho người giàu có, cao quý và trường thọ. Nó có vẻ óng ánh tự nhiên, tinh xảo, được dát thành những mảnh mỏng dính dùng để bảo quản sách và trong kỹ thuật khắc axit. Gampi là một thành phẩm có cấu trúc tự nhiên giúp mực không bị lem khi viết hay vẽ lên.

Những kỹ thuật tạo ra giấy ngày càng tiên tiến, tuy nhiên những loại giấy hao hao washi vẫn không thể so sánh được washi làm thủ công thứ thiệt.

## Đặc điểm của washi
- Ấm áp: Khi sờ vào giấy washi, bạn sẽ thấy nó ấm áp hơn giấy làm từ bột gỗ của người phương Tây, washi mềm mại và tạo cảm giác ấm cúng đối với người xem. Cảm giác bề mặt đó rất thích hợp để dùng washi cho việc làm thiệp mời hoặc làm sách.
- Hình dáng: Bởi vì các sợi gỗ được kéo dài, nghiền giã và kéo căng thay vì chặt nhỏ, washi tạo cảm giác cứng cáp. Loại washi thuần sợi gỗ có thể được may vá và dùng làm áo giáp hay kimono trong thời kì đầu.
- Sức mạnh: Độ dài của các sợi gỗ và tính chất của các nguyên liệu thô đảm bảo rằng washi vẫn có thể dùng được khi đã bị ẩm. Vì vậy nó rất phù hợp để làm giấy bồi, và bản khắc axit khi mà giấy buộc phải được nhúng nước. Những thớ gỗ dài này còn được dùng để làm những mép giấy thô vô cùng đẹp đẽ.
- Mềm mại và mờ ảo: Kozo và Mitsumata là những sợi gỗ mờ, một đặc tính vô cùng độc đáo của giấy phương Đông. Vì thế, nó được dùng để đổi màu ánh sáng.
- Khả năng hấp thụ: Các sợi gỗ có khả năng hấp thụ mực và màu vẽ rất đặc biệt. Giấy ban đầu thuần màu sợi gỗ nhưng khi thấm mực thì trở nên đậm màu và đặc biệt sống động khi được thấm màu nước.
- Linh hoạt: Vì những sợi gỗ nằm ngẫu nhiên bên nhau nên không có chút gợn nào trên mặt giấy washi. Nó mang lại cho tờ giấy khả năng chịu đựng sự uốn gấp, nhăn nhúm, và rách nát và điều đó có nghĩa là giấy washi được dùng như là vải vóc, có thể bọc sách hay hộp đồ.
- Nhẹ: Giấy washi nhẹ hơn rất nhiều so với những tờ giấy cùng độ dày. Là giấy sách, nó có thể tạo ra những trường đoạn không trọng lượng.
- Hàm lượng axit thấp: Loại giấy thủ công truyền thống của Nhật Bản gần như không có chút axit nào nếu chúng được chưa được tẩy trắng và phân cỡ. Những mẫu giấy in hoàn hảo của Nhật Bản đã có mặt trên đời từ cách đây 1000 năm. Ngày nay, giấy của làng Kurotani là một trong những loại giấy hảo hạng nhất còn sót lại.
- Trang hoàng: Trong nhiều thế kỉ, những thiết kế đa màu sắc trên gỗ lát đã tạo ra những loại giấy đặc sắc sặc sỡ, dùng để trang trí. Ngày nay, lưới tơ chiyogami (loại giấy nhỏ có kiểu dáng tương tự) đã bất ngờ có mặt và được những nghệ nhân rất yêu thích. Mặc dù làm bằng máy, chất lượng vẫn đạt được tới 70% so với Kozo với hàng trăm kiểu mẫu.

## Ứng dụng
- In ấn: Sự thẩm thấu đặc biệt, sức mạnh và kết cấu của washi đã tạo ra một hình ảnh độc nhất vô nhị. Nghề in truyền thống Nhật Bản vốn dùng gỗ lát, nhưng washi cũng được sử dụng hiệu quả trong việc chạm khắc gỗ, in nổi. Nó phản ứng tốt với kĩ thuật in nổi và được sử dụng thành công trong in thạch bản đa màu và thuật khắc axit. Rambrandt – họa sĩ và nhà điêu khắc người Hà Lan, thường dùng giấy Nhật Bản cho những tác phẩm khắc axit đẹp đẽ của mình, David Milne vẽ tranh trên giấy gampi, người Inuit Canada dành hẳn nhiều năm để dùng washi trong công việc chạm khắc lên đá và in giấy nến.
- Cắt dán: Kết cấu, màu sắc và mẫu mã, khả năng chịu ẩm tốt giúp washi trở thành nguyên liệu lý tưởng cho nghệ thuật cắt dán ảnh. Giấy Chiri và giấy Chiyogami cũng được dùng tuy nhiên Washi mới là sự lựa chọn hoàn hảo. Những năm gần đây, các nghệ sĩ thường tô màu nước lên những "tấm vải bạt".
- Thắp sáng: Washi được dùng làm màn che và đèn thắp và gần đây thì dùng làm cửa chớp và rèm để tận dụng sự mờ ảo của nó. Mino, "lụa", seikaiha, và unryu thường được sử dụng. Người ta làm ẩm washi, khi khô, washi sẽ hơi co lại, sau đó họ nhẹ nhàng bó chặt washi quanh một cái khung có sẵn.
- Đóng sách: Vẻ cứng rắn và linh hoạt của washi thích hợp để làm bìa lót cho các cuốn sách và làm hộp đựng sách. Kyoseishi, ungei loại dày, "lụa", chiri và chiyogami những loại cứng cáp nhất dùng để làm bìa sách. Usumio và Kurotani thì dùng làm giấy phục chế, người ta cũng dùng tengu, mino và yame cho mục đích này.

Có rất nhiều loại hình truyền thống sử dụng loại giấy này: origami, thả diều, làm búp bê, làm ô che mưa và bao bì siêu chắc. Ngày nay, chúng còn được mở rộng không ngừng: giấy bọc đồ nữ trang, tấm lót khung, làm nền cho các bức ảnh và làm giấy dán tường hay đồ nội thất, làm thiệp mời đám cưới, hỗ trợ thiết kế đồ họa và các xúc tiến quan hệ công chúng.